# 马丁·欣多夫
马丁·欣多夫（瑞典語：Martin Hindorff，1897年3月30日—1969年3月5日），瑞典男子帆船运动员。他曾代表瑞典参加1932年、1936年、1948年和1952年夏季奥林匹克运动会帆船比赛，共获得一枚金牌和二枚铜牌。